# مارسل نوبلز
مارسل نوبلز (انگلیسی: Marcel Noebels؛ زادهٔ ۱۴ مارس ۱۹۹۲) بازیکن هاکی روی یخ اهل آلمان است.